# Bystrzyca Górna
Bystrzyca Górna (deutsch: Ober-Weistritz) ist ein Ort in der Landgemeinde Świdnica (Schweidnitz) im Powiat Świdnicki (Kreis Schweidnitz) in der Woiwodschaft Niederschlesien in Polen.

## Lage
Bystrzyca Górna liegt etwa siebeneinhalb Kilometer südlich von Świdnica (Schweidnitz) und 57 km südwestlich von Breslau. 
Nachbarorte sind Złoty Las (Goldene Waldmühle) im Westen, Burkatów (Burkersdorf) im Norden, Lubachów (Breitenhain) im Südwesten und Bojanice (Ludwigsdorf) im Südosten.

## Geschichte
Das Dorf Ober Weistritz entstand im Zuge der Ostkolonisation durch deutsche Siedler. Dabei wurde der slawische Ortsname der Vorgängersiedlung übernommen und ihr zur Unterscheidung der Name „Polnisch Weistritz“ (heute Bystrzyca Dolna) gegeben. Der damalige Besitzer Kunz von Hochberg-Fürstenstein gliederte das Dorf seiner gleichnamigen Herrschaft ein. 1550 besaßen es Melchior und Hans Seidlitz auf Burkersdorf. 1568 gehörte es dem Adam von Seidlitz. 1594 brachte es Wiglas Schindel zu Ohmsdorf an sich, 1624 sein gleichnamiger Sohn, 1655 George Rudolph von Schindel, 1694 dessen Erben und 1733 die Witwe Dorothea Amalia von Schindel geb. von Zedlitz. Das dortige sogenannte Huben- und Nieder-Vorwerk gehörte 1607 der Familie von Schaf. 1737 kaufte es Konrad Ernst Maximilian Graf von Hochberg, welcher u. a. das Brauurbar darauf löste. Von ihm erhielt es dessen Sohn Karl Ludwig und seine Schwester Baronin von Mudrach. Nach deren Tod erbte es ihre Tochter Gräfin von Malzan.

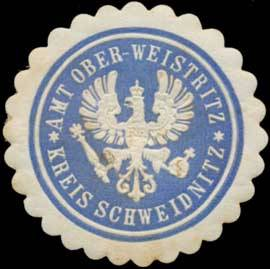
Siegelmarke

Nach dem Ersten Schlesischen Krieg fiel Ober Weistritz 1741/42 mit dem größten Teil Schlesiens an Preußen. Die alten Verwaltungsstrukturen wurden aufgelöst und Ober Weistritz in den Landkreis Schweidnitz eingegliedert, mit dem es bis zu seiner Auflösung 1945 verbunden blieb. 1785 zählte das Dorf eine evangelische und eine katholische Kirche, zwei Pfarr- und zwei Schulhäuser, ein Vorwerk, 15 Bauern, 12 Gärtner, 24 Häusler, eine Wassermühle und 365 Einwohner. 1845 waren es 69 Häuser, ein Vorwerk, 607 Einwohner (56 katholisch und der Rest evangelisch), eine evangelische Majoratskirche ohne Wittum unter dem Patronat der Grundherrschaft, eine evangelische Schule, eine katholische Majoratskirche mit Pfarrwidum die verbunden mit der Pfarrkirche von Leutmannsdorf war, eine Wassermühle mit zwei Einwohnern, eine Papiermühle, ein Eisenhammer, 40 Baumwoll- und fünf Leinwebstühle, 13 Handwerker, sechs Händler und eine Ziegelei. Zeitweise wurde Blei- und Silberbergbau betrieben. Grundherr war damals die Graf von Pückler´schen Erben. Ende des 19. Jahrhunderts bestand das Dorf aus einer katholischen und einer evangelischen Kirche, zwei Schulen, einem Dominium mit eigenem Schloss, einer Brauerei, einer Mühle, einer Oberförsterei und einer Papierfabrik. Zum gleichnamigen Amtsbezirk gehörte außer Ober Weistritz noch Burkersdorf, Ohmsdorf, Breitenhain und Schlesierthal. Erster Amtsvorsteher war 1874 der Landeshauptmann Graf von Pückler in Ober Weistritz.

### Kirchen und Schulen
Mit der Einführung der Reformation wurde die bereits 1376 erstmals erwähnte Kirche von Ober Weistritz evangelisch und 1653 den Katholiken zurückgegeben. 1667 war sie Filialkirche von Leutmannsdorf. Der Gottesdienst fand 1845 monatlich und an zwei Festtagen statt. Der Pfarrwidum bestand damals aus 28 Morgen Acker und 51 Morgen Wald. 1852 wurde Ober Weistritz zur selbstständigen Pfarrei erhoben. Die mehrheitlich evangelischen Einwohner hielten sich zunächst zur Friedenskirche Schweidnitz. Die Gründung der evangelischen Parochie Ober Weistritz erfolgte auf Initiative des damaligen Grundherren von Hochberg, der auch über das Patronat verfügte. 1742 gestatte König Friedrich II. der evangelischen Gemeinde in Ober Weistritz den Bau eines neuen Bethauses, mit eigenem evangelischen Prediger und Schulmeister. Neun Monte lang betreute die Kirche ein Pastor aus Schweidnitz, bis sie ihren eigenen Geistlichen erhielt. Der Vorgängerbau, eine turmlose Fachwerkkirche wurde im 19. Jahrhundert durch einen Backsteinbau ersetzt. Der Patron schenkte der Gemeinde eine Summe von 1830 Reichstalern. Von den Zinsen sollte ein Widum gekauft werden. In den 1860er Jahren war der Pastor Christian Klischke Schlossprediger in Fürstenstein. Eingepfarrt waren in beide Kirchen außer Ober Weistritz, die Ortschaften Burkersdorf, Ohmsdorf, Breitenhain und Schlesierthal. 1863 wurde Hohgiersdorf von Leutmannsdorf gelöst und der Pfarrei Ober Weistritz zugeteilt. In der 1742 gegründeten evangelischen Schule unterrichteten zwei Lehrer 154 Kinder und in der katholischen Schule ein Lehrer 38 Kinder.
Als Folge des Zweiten Weltkriegs fiel Ober Weistritz mit dem größten Teil Schlesiens 1945 an Polen. Nachfolgend wurde es durch die polnische Administration in Bystrzyca Górna umbenannt. Die deutschen Einwohner wurden, soweit sie nicht schon vorher geflohen waren, vertrieben.

## Sehenswürdigkeiten

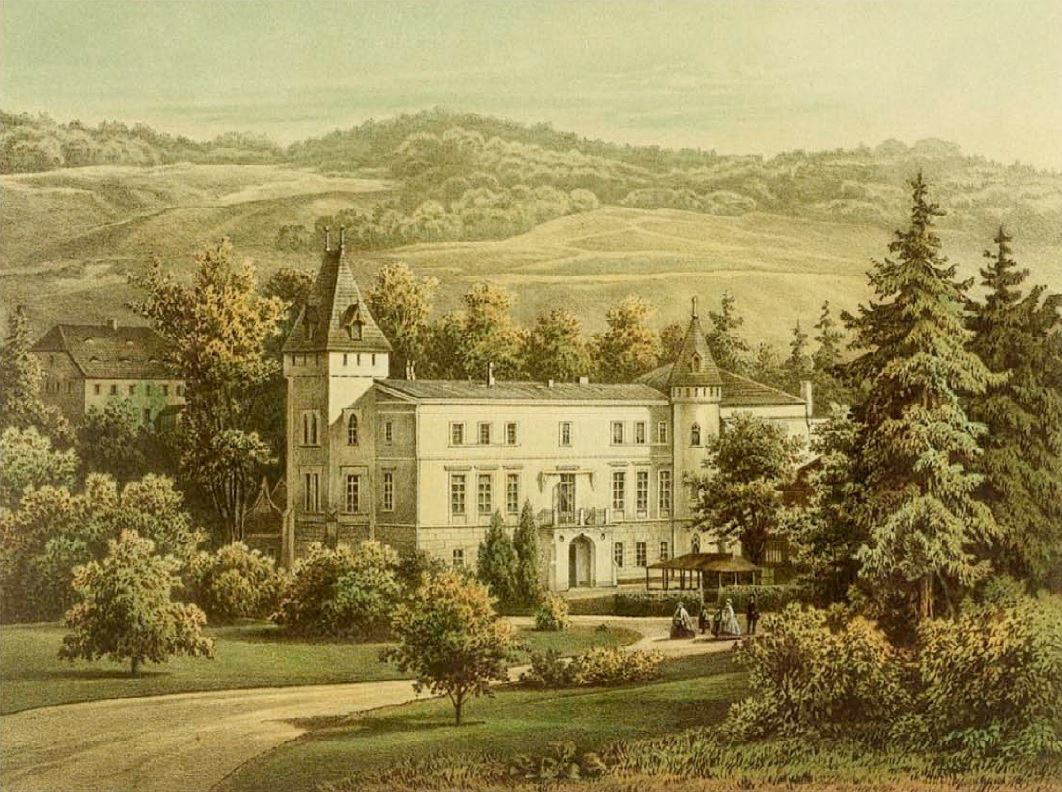
Rittergut Ober-Weistritz

- Die römisch-katholische Mariä-Empfängnis-Kirche wurde erstmals 1376 erwähnt. An der Außenmauer sind Grabsteine aus dem 17./18. Jahrhundert, im Innenraum ein Taufbecken aus dem 18. Jahrhundert.
- Das Schloss Ober Weistritz stammte aus dem 19. Jahrhundert. Der Vorgängerbau aus dem 16. Jahrhundert wurde 1799 durch einen Brand zerstört. Das Schloss ist umgeben von einem Landschaftspark.[5]
- Die evangelisch-lutherische Kirche wurde im 19. Jahrhundert als Backsteinkirche ohne Turm errichtet. Der Vorgängerbau wurde 1845 als massiv mit einem Schindeldach ohne Turm beschrieben. Nach der Aussiedlung der deutschen Bevölkerung nach 1945 verfiel das Gebäude. Seit 1884 besaß die evangelische Gemeinde auf dem örtlichen Friedhof einen Glockenturm mit drei Glocken.
- Gegenüber der evangelischen Kirche stand am rechten Ufer der Weistritz ein steinernes Denkmal zum Gedenken an die gefallenen Soldaten des Deutsch-Französischen Krieges von 1870/71.[6]

## Persönlichkeiten
- Bernhard Kaewel (1862–1917), deutscher Politiker
- Carl Erdmann von Pückler-Burghauss (1857–1943), deutscher Diplomat
- Günter Prinz (1929–2020), deutscher Zeitungsjournalist